# Собор Святого Павла (Мдіна)
Собор Святого Павла — католицький собор у місті Мдіна, Мальта. Кафедральний собор архиєпархії Мальти.

## Історія
Собор побудований на місці, де за переказами, перший єпископ Мальти Публій, зустрів апостола Павла, який висадився на острові після корабельної аварії.
Собор побудований між 1697 і 1702 роками архітектором Лоренцо Гафа на місці норманського собору, зруйнованого землетрусом 1693 року. Незважаючи на це в новому храмі збереглися кілька примітних творів мистецтв зі зруйнованого собору, серед яких картина Маттіа Преті «Звернення святого Павла», тосканський живопис XV століття із зображенням Мадонни з немовлям, а також фрески в апсиди, що зображують корабель апостола Павла.
Пишні оздоби собору, зокрема купіль, були вирізані з ірландського дерева. У соборі також зберігаються кілька гравюр Альбрехта Дюрера.